# آلدئانوئبا د بارباریا
آلدئانوئبا د بارباریا (به اسپانیایی: Aldeanueva de Barbarroya) یک شهرستان در اسپانیا است که در استان تولدو واقع شده‌است.

## خصوصیات
آلدئانوئبا د بارباریا ۹۲ کیلومترمربع مساحت و ۷۰۳ نفر جمعیت دارد و ۴۸۰ متر بالاتر از سطح دریا واقع شده‌است.